# Egon Sørensen
Egon "Fluefangeren" Sørensen (16. februar 1913 i København – 25. oktober 1981 på Frederiksberg) var en dansk landsholdsmålmand i fodbold og håndbold
Egon Sørensen spillede i sine unge dage målmand i B.1903 (4. juniorhold) og Hellas og kom derefter til Frem og spillede 237 kampe i perioden 1935-1947 og var med til at vinde tre DM; 1936, 1941 og 1944. Han spillede sine første 155 kampe i træk for Frem, indtil han blev udvist 15. november 1942 i en kamp mod KB for at slå Leif Petersen. I 1946 fik han en længere karantæne af DBU, da han efter en unionskamp i Århus på vej hjem på færgen ifølge en leder festede for meget igennem sammen med Walther Christensen (Frem), Børge Matheisen (B.1903), Kaj Hansen (B.93) og den senere landstræner Arne Sørensen (B. 93). Egon Sørensen spillede 18 A-landskampe i perioden 1937-1945, men da hans top var under 2. Verdenskrig blev det til hele syv kampe mod Sverige og tre mod Tyskland, som var de eneste lande som Danmark pga. krigen kunne spille imod.
Egon Sørensen var også en dygtig håndboldmålmand i Ajax, med hvem han vandt DM 1937. Han opnåede tre landskampe for Danmark i 1938 under VM i Tyskland.
Egon Sørensen var skotøjshandler.